# (35512) 1998 FH53
1998 FH53 (asteroide 35512) é um asteroide da cintura principal. Possui uma excentricidade de 0.09933070 e uma inclinação de 4.52671º.
Este asteroide foi descoberto no dia 20 de março de 1998 por LINEAR em Socorro.